# Bidens esmartinezii
Bidens esmartinezii là một loài thực vật có hoa trong họ Cúc. Loài này được Villaseñor mô tả khoa học đầu tiên.